# شيلدون تي ميلس
شيلدون تي ميلس (بالإنجليزية: Sheldon T. Mills) هو دبلوماسي أمريكي، ولد في 13 أغسطس 1904 في سياتل في الولايات المتحدة، وتوفي في 15 يوليو 1988 في سانتا باربارا في الولايات المتحدة.